# Абу Исхак Ибрахим I
Ибрахим I (или Абу Исхак Ибрахим I ибн Яхья) — четвёртый правитель государства Хафсидов в Ифрикии в 1279—1283 годах, третий халиф Хафсидов.

## Биография
Абу Исхак Ибрахим I был сыном Абу Закарии Яхьи I и братом Мухаммада аль-Мустансира.
В 1253 году Ибрахим взбунтовался против власти халифа Мухаммада I аль-Мустансира и был вынужден бежать из страны, укрывшись при дворе эмира Гранады, а с 1277 году находился при дворе эмира Абдальвадидов в Тлемсене. В апреле 1279 года в Беджае вспыхнуло восстание против племянника Ибрахима, султана Яхьи II аль-Ватика. Ибрахим встал во главе мятежной знати Беджаи и через несколько месяцев добился отречения своего племянника Яхьи II от престола. Он вступил в Тунис как правитель в августе того же года. Яхья II был казнён вместе с визирем Ибн аль-Хаббабаром и другими сторонниками свергнутого режима.
В дальнейшем Ибрахим передал управление Беджаей своему сыну Абу Фарису ибн Ибрагиму . 30 марта 1282 года случилась Сицилийская вечерня. Губернатор Константины Ибн аль-Вазир, у которого был секретный договор с Педро Арагонским о взаимной помощи, восстал и провозгласил себя независимым правителем. Абу Фарис выдвинулся из Беджаи и разгромил мятежника, прежде чем Педро Арагонский успел высадить войска. Когда каталонцы достигли Колло, армия аль-Вазира уже была разбита, и каталонский флот отправился в Трапани.
Абу Исхак женился на дочери наследного принца Тлемсена. Около 1282 года, или незадолго до этого, на юге Ифрикии появился самозванец Ахмад ибн Абу Умара, который при поддержке арабских племён был провозглашён халифом в 1282 году. Он разбил армию Ибрахима, и тому пришлось бежать в Беджаю с сыном (начало 1283 года). В том же году Абу Фарис заставил отца отречься от престола в свою пользу. 1 июня 1283 года в решающей битве Абу Фарис был разгромлен и погиб, а Ибрахим был казнён по приказу Абу Умары.